# Sthenodectes incisivum
Sthenodectes incisivum és una espècie extinta de mamífer perissodàctil de la família dels brontotèrids que visqué a Nord-amèrica durant l'Eocè, fa entre 39,7 i 46,2 milions d'anys. Se n'han trobat restes fòssils a la formació del Uinta, a Utah (Estats Units). Es tracta de l'única espècie classificada actualment en el gènere Sthenodectes. Era més gros que Xylotitan, un altre brontotèrid de la mateixa regió i la mateixa època. El nom genèric Sthenodectes significa ‘mossegador fort’, mentre que el nom específic incisivum significa ‘incisiu’ en llatí.